# El Libro de los Insectos Humanos
El libro de los insectos humanos (en japonés Ningen Konchûki) es un manga escrito y dibujado por Osamu Tezuka. Fue serializada originalmente desde el 9 de mayo de 1970 hasta el 13 de febrero de 1971. Cuenta la ficticia historia de Toshiko Tomura, una joven escritora que acaba de ganar el prestigioso premio Akutagawa, pero que esconde un sinfín de oscuros secretos que le han ayudado a convertirse en una personalidad destacada en más de un campo de la cultura y las artes.

## Argumento
El nombre de Toshiko Tomura empezó a aparecer en la prensa. Aún no tenía ni veinte años, pero ya era una actriz prometedora. Pertenecía a la compañía de teatro Claw y era la número uno de entre los actores jóvenes. Pero hace un par de años, y de manera inesperada, consiguió el reconocido premio internacional de la academia de diseño de Nueva York. Para ser una diseñadora aficionada, era demasiado buena. Los medios de comunicación la empezaron a tratar como un genio. Y por si esto fuera poco, ha escrito como pasatiempo su primera novela, El libro de los insectos humanos, por la cual se ha alzado con el premio Akutagawa. Sin embargo, el mayor talento de Tomura es, de hecho, su capacidad de imitar el talento de los demás. Se aferra a las personas talentosas, una tras otra, sacándoles todo y robando sus obras para su propia fama. 
Para empezar, el mismo día en el que recibe el premio se suicida una excompañera de piso, que resulta ser la auténtica autora de El libro de los insectos humanos (título del libro y también del manga). Sí, Toshiko le robó el original y según avanza la historia se descubre que ha ido escalando en la sociedad a base de plagiar, copiar, usurpar identidades y traicionar; destrozando vidas de sus víctimas.  
Ciertamente es una mujer luchadora, pero este manga no está protagonizado por una heroína del feminismo, sino por una chica que, como algunos insectos, es capaz de metamorfosearse —aunque en sentido figurado— y aprender a pensar y actuar como la gente que la rodea para alcanzar sus propios fines, envenenando a quien haga falta en el proceso.  
Tampoco se puede decir que provoque todo este daño considerándolo colateral e inevitable, pues en ocasiones  disfruta tanto de lo conseguido como del dolor que causa, pero es cierto que en realidad se trata de una persona torturada, mentalmente inestable y con sus propias debilidades.

## Edición en español
En el año 2013, la editorial Astiberri lo publica en un único volumen.